# Asceticists 2006
Asceticists 2006 är ett musikalbum med Whitehouse, utgivet 2006.

## Låtlista
1. Dans - 4:41
2. Language Recovery - 4:49
3. Guru - 5:31
4. Nzambi Ia Lufua -2:38
5. Killing Hurt Give You The Solution - 5:33
6. Ruthless Babysitting - 3:12
7. Dumping The Fucking Rubbish - 2:26